# Shepperd Strudwick
Pour les articles homonymes, voir Strudwick.
Shepperd Strudwick est un acteur américain, né à Hillsborough, en Caroline du Nord, le 22 septembre 1907 ; mort à New York, État de New York, le 15 janvier 1983.

## Filmographie partielle

### Cinéma
- 1938 : Règlement de comptes (Fast Company) de Edward Buzzell
- 1940 : L'Appel des ailes (Flight Command) de Frank Borzage
- 1940 : L'Étrange Cas du docteur Kildare (Dr. Kildare's Strange Case) de Harold S. Bucquet
- 1941 : La Reine des rebelles (Belle Starr, the Bandit Queen) de Irving Cummings
- 1941 : Adieu jeunesse (Remember the Day) de Henry King
- 1941 : La Rose blanche (The Men in Her Life) de Gregory Ratoff
- 1942 : Qui perd gagne (Rings on Her Fingers) de Rouben Mamoulian
- 1942 : Ten Gentlemen from West Point de Henry Hathaway
- 1942 : The Loves of Edgar Allan Poe de Harry Lachman
- 1946 : Maman déteste la police (Home Sweet Homicide) de Lloyd Bacon
- 1948 : Jeanne d'Arc (Joan of Arc) de Victor Fleming
- 1948 : Les Géants du ciel (Fighter Squadron) de Raoul Walsh
- 1948 : Vous qui avez vingt ans (Enchantment) de Irving Reis
- 1949 : Le Poney rouge (The Red Pony) de Lewis Milestone
- 1949 : Le Livre noir (Reign of Terror ou The Black Book) de Anthony Mann : Napoléon Bonaparte
- 1949 : Les Désemparés (The Reckless Moment) de Max Ophüls
- 1949 : Les Fous du roi (All the King's Men) de Robert Rossen
- 1950 : Maman est à la page (Let's Dance) de Norman Z. McLeod
- 1951 : Une place au soleil (A Place in the Sun) de George Stevens
- 1956 : L'Invraisemblable Vérité (Beyond a Reasonable Doubt) de Fritz Lang
- 1956 : Feuilles d'automne (Autumn Leaves) de Robert Aldrich
- 1956 : Tu seras un homme, mon fils (The Eddy Duchin Story) de George Sidney

### Télévision
- 1960 : La Quatrième Dimension (The Twilight Zone) (Série), Saison 1, épisode Cauchemar